# 福家伸夫
福家 伸夫（ふけ のぶお、1951年（昭和26年） - ）は、日本の医学者、医師。専門は、救急医学・集中治療医学・麻酔科学・災害医学。学位は博士（医学）。
帝京大学ちば総合医療センター救急科名誉教授。元帝京平成大学教授、元帝京大学教授、元帝京大学ちば総合医療センター救急集中治療センター長。

## 来歴・人物
香川県出身。香川県立観音寺第一高等学校、東京大学医学部医学科卒業。
1977年（昭和52年）東京大学医学部卒業後、1986年（昭和61年）「High Frequency Ventilation時の気流速度分布に関するモデル実験  」で学位修得（東京大学 医学博士）。
東京大学医学部麻酔学教室、自治医科大学講師、ハーバード大学マサチューセッツ総合病院研究員、帝京大学助教授を経て、1997年（平成9年）帝京大学医学部教授および帝京大学医学部附属市原病院集中治療センター長に就任、2006年（平成18年）8月1日、帝京大学ちば総合医療センターに名称変更、現在に至る。
1990年（平成2年）国際緊急援助隊登録。1990年（平成2年）フィリピン バギオ震災、1995年（平成7年）阪神・淡路大震災、1996年（平成8年）バングラデシュ ミルクプール竜巻、1999年（平成11年）トルコ 北西部震災、2000年（平成12年）インドネシア スマトラ南西部地震に対する医療支援を行った。
1997年（平成9年）ネパールにおける口唇裂口蓋裂治療プロジェクトに参加、以来ほぼ毎年参加している。2014年（平成26年）5月、ミャンマーの口唇口蓋裂の手術のため、口唇裂、口蓋裂等の顔面障害を持ちながら経済的な理由等で治療を受けられない開発途上国の子供たちに無償で手術を提供する子供のための国際医療援助団体のオペレーション・スマイル・ジャパン（OSJ）医療チームの医師として支援を行った。
2010年（平成22年）日本集団災害医学会学術集会会長
2012年（平成24年）日本集中治療医学会学術集会会長、アジア太平洋集中治療医学会学術集会会長
2013年（平成25年）9月、救急業務への貢献を称える救急功労で、総務大臣表彰を授与された。

## 委員歴
- 1995年 - 評議員日本集中治療医学会
- 1999年 - 評議員日本集団災害医学会

## 受賞歴
- 1988年 - The Lindberg award
- 1999年 - 日本麻酔学会社会賞
- 2013年 - 救急功労者総務大臣表彰。冲永文化特別賞

## 著書
- 『呼吸管理メモ』（中外医学社）（1989年）
- 『ICUトラブルシューティング』（中外医学社）（1994年）
- 『麻酔,ICUでの薬の使い方』（中外医学社）（1995年）
- 『ICUコミュニケーション』（メディカル・サイエンス・インターナショナル社）（1997年）
- 『ICUチェックブック第2版』（メディカル・サイエンス・インターナショナル社）（1999年）
- 『ICUマニュアル第三版（監訳）』（メディカル・サイエンス・インターナショナル社）（2003年）
- 『麻酔科救急ハンドブック（監訳）』（メディカル・サイエンス・インターナショナル社）（2008年）
- 『ICUエラーブック（監訳）』（メディカル・サイエンス・インターナショナル社）（2010年）